# Rin Takanashi
Rin Takanashi (高梨 臨, Takanashi Rin) (Chiba, Japão, 17 de Dezembro de 1988), é uma atriz japonesa.

## Filmografia

### Filmes
| Ano  | Título original                                   | Título em português | Papel                         | Observações |
| 2008 | Goth                                              |                     | Toshimi Iwasaki               |             |
| 2009 | Samurai Sentai Shinkenger: Tenkawakeme no Tatakai |                     | Mako Shiraishi / Shinken Pink |             |
| 2010 | Samurai Sentai Shinkenger vs. Go-onger            |                     | Mako Shiraishi / Shinken Pink |             |
| 2011 | Tensou Sentai Goseiger vs. Shinkenger             |                     | Mako Shiraishi / Shinken Pink |             |
| 2011 | Kamen Rider W Returns                             |                     | Mina                          |             |

### Televisão
| Ano  | Título original                     | Título em português | Papel           | Observações |
| 2007 | Detective School Q                  |                     | Emina Ogura     |             |
| 2008 | Rookies                             |                     | Yukino Inomata  |             |
| 2008 | Tetsudō Musume: Girls be ambitious! |                     | Raika Tachibana |             |

### Tokusatsu
| Ano  | Título original           | Título em português | Papel                         | Observações |
| 2009 | Samurai Sentai Shinkenger |                     | Mako Shiraishi / Shinken Pink |             |
| 2009 | Kamen Rider Decade        |                     | Mako Shiraishi / Shinken Pink | ep 24-25    |